# اصابع
اصابع (به عربی به معنی «انگشتان») نام روشی برای تقسیم‌بندی مدهای موسیقی بوده که در موسیقی عربی قدیم رایج بوده‌است. اصابع بعد از آن که استفاده از ادوار و نهایتاً مقام‌ها برای تقسیم‌بندی موسیقی رایج شد، کنار گذاشته شدند.
اصابع بر اساس انگشت‌گذاری نوازنده روی ساز عود تقسیم‌بندی می‌شدند به دو گروه یا مجرا: یکی بِنصِر (انگشت حلقه، که استفاده از آن فاصلهٔ سوم بزرگ می‌ساخت) و دیگری وسطا (انگشت میانی، که به کار گرفتنش فاصلهٔ سوم کوچک می‌ساخت). بنا بر این اصابع نام‌هایی می‌گرفتند نظیر: مطلق فی مجرا البنصر (مطلق = سیم آزاد) یا سبابه فی مجرا الوسط. در مجموع، هشت مورد از اصابع وجود داشت. نکته‌ای که اصابع را از روش‌های مشابه تقسیم‌بندی مدهای موسیقی که در همان دوره یا پیش از آن در ایران و یونان رایج بود متفاوت می‌ساخت این بود که برخلاف روش ایرانی و یونانی، مدها در اصابع نام‌های زیبا و خیال‌انگیز نداشتند بلکه نامگذاری‌شان کاملاً بر اساس نام انگشتان بود.